# Voetbal Vereniging Sint Bavo
Il Voetbal Vereniging Sint Bavo, meglio noto come VVSB, è una società calcistica olandese con sede nella città di Noordwijkerhout. Milita nella Derde Divisie, la quarta divisione del campionato olandese, a carattere amatoriale.

## Storia
Il club è stato fondato il 26 ottobre 1931 e in tutta la sua storia ha disputato solo competizioni amatoriali. Il club ha preso parte alla Hoofdklasse nella stagione 2009-2010, terminando al quinto posto nel gruppo Domenica A, e più tardi ha ottenuto la promozione in Topklasse nella stagione inaugurale 2010-2011 attraverso i play-off.
Nel 2016, il VVSB è diventata la seconda squadra amatoriale, dopo ben 41 anni, a qualificarsi per le semifinali della Coppa dei Paesi Bassi, dopo aver eliminato il Den Bosch ai quarti di finale, venendo poi eliminato in semifinale dall'Utrecht. La prima squadra amatoriale a raggiungere le semifinali della Coppa dei Paesi Bassi fu l'IJsselmeervogels nella stagione 1974-1975, quando fu eliminato in semifinale dal Twente, dopo aver eliminato ai quarti di finale l'AZ.

## Palmarès

### Altri piazzamenti
- Coppa dei Paesi Bassi:

Semifinalista: 2015-2016
- Hoofdklasse:

Vittoria play-off: 2009-2010